# Ratpenat nassut llustrós
El ratpenat nassut llustrós (Murina rozendaali) es troba només a Malàisia.